# Unique FC
Unique FC là một câu lạc bộ bóng đá Quần đảo Virgin thuộc Mỹ đến từ Christiansted, Quần đảo Virgin thuộc Mỹ, thi đấu ở Giải bóng đá St. Croix. Trước đây đội bóng có tên là Unique and Tropical FC. Unique chưa bao giờ tham gia Giải bóng đá vô địch quốc gia Quần đảo Virgin thuộc Mỹ, nhưng thực sự là đội vô địch Quần đảo Virgin thuộc Mỹ mùa giải 2009–10, bởi vì không có giải vô địch quốc gia nào tổ chức ở mùa giải đó.

## Danh hiệu
- Giải bóng đá St. Croix:[2]
  - Vô địch (2): 1998–99, 2009–10
  - Á quân (2): 1997–98, 2010–11